# The One (álbum de Yandel)
The One (en español: El Único) es el quinto álbum de estudio como solista del cantante y compositor puertorriqueño Yandel. Fue publicado el 29 de marzo de 2019 a través de Y Entertainment y distribuido por Sony Music Latin.
Líricamente, The One explora temas que van desde el romance, el sexo y el baile. El álbum cuenta con 17 canciones, las cuales son todas interpretadas por el mismo artista, sin colaboración alguna.

## Contexto
Con anticipación a su lanzamiento se lanzaron 3 sencillos que fueron «Te amaré», «Sumba Yandel» y «Que no acabe», respectivamente. Yandel explicó que una de las razones por la cual tituló su disco de dicha manera fue porque "a diferencia de otros proyectos musicales, este es presentado a través de mi voz principal y sin la participación de 'featurings' o artistas invitados". Ante ello, afirmó que "me disfruté todo el proceso creativo, buscando nuevos estilos y adaptándolos a los sonidos urbanos del momento".
Yandel también expresó su contento sobre el proyecto diciendo: “Estoy bien contento de finalmente presentar el resto de este proyecto a mis fanáticos y de brindarles mi sexto álbum como solista. Una de las razones por la cual lo llamamos «THE ONE» es porque a diferencia de otros proyectos musicales, este es presentado a través de mi voz principal y sin la participación de featurings o artistas invitados. Me disfruté todo el proceso creativo buscando nuevos estilos y adaptándolos a los sonidos urbanos del momento”.

## Producción
En el mismo, el producto se sumerge en una poderosa propuesta repleta de letras sensuales, influencias urbanas y contagiosos ritmos musicales que van desde el R&B, el reggae y marcadas raíces afro caribeñas. De acuerdo al cantante, una de las razones del título del disco se debe a que, a diferencia de otros proyectos musicales, éste es presentado a través de su voz principal y sin la participación de artistas invitados.
El álbum fue grabado en Criteria Studios de Miami con la participación de grandes productores como Tainy, Jumbo, Los Harmónicos, Luny, Pedro Ortiz “PJ”, Nesty, IamChino, Jimmy Joker, Earcandy, Jorge Gómez, Dímelo Flow, Sharo Towers, Magnífico y Soür (Adrián Veguilla Espada), su hijo mayor.

## Promoción

### Sencillos
«Sumba Yandel» se lanzó como el primer sencillo del disco el 14 de enero de 2019, el mismo día del cumpleaños del artista. El vídeo musical del mismo fue dirigido por Michael García y protagonizado por varias bailarinas. «Calentón» fue lanzado como el segundo sencillo del disco el 29 de marzo de 2019, el mismo día del lanzamiento del álbum completo.
«Perreito lite» se lanzó como el tercer sencillo del disco el 17 de mayo de 2019 mediante un video musical donde se da inicio al mismo con el artista rodeado de bailarinas y custodiado de elegantes carros, con colores de fondo Yandel interpreta su canción bailando. «Una vez más» fue elegido como el cuarto sencillo del disco el 14 de junio de 2019.

### Sencillos promocionales
«Te amaré» se lanzó como el primer sencillo promocional del disco el 12 de octubre de 2018. Fue producida por Los Harmónicos, y contiene una interpolación del tema «Lamento Boliviano» de Los Enanitos Verdes. La composición estuvo a cargo de Yandel, Natalio Faingold, Raúl Federico Gómez, Jeannelyz Marcano, Luis Ángel O’Neill, Gabriel Lebron Cintrón y Audberto Duprex.
«Que no acabe» se estrenó el 8 de marzo de 2019 con su video lyric como el segundo sencillo promocional del disco.

## Lista de canciones
- Adaptados desde TIDAL.[19]

| N.º   | Título          | Productor(es)                                   | Duración |  |
| 1.    | «Calentón»      | Dímelo Flow · Magnifico · Sharo Towers          | 2:56     |  |
| 2.    | «Sumba Yandel»  | Jumbo                                           | 3:28     |  |
| 3.    | «Perreito lite» | Jumbo                                           | 3:10     |  |
| 4.    | «Dime»          | Earcandy · IAmChino · Jimmy Joker · Jorge Gómez | 2:44     |  |
| 5.    | «Que no acabe»  | Tainy                                           | 3:34     |  |
| 6.    | «Coraje»        | Los Harmónicos                                  | 2:54     |  |
| 7.    | «Sola solita»   | Dynell · Luny Tunes · Pedro Ortiz “PJ”          | 3:41     |  |
| 8.    | «Calculadora»   | Los Harmónicos · Tainy                          | 3:40     |  |
| 9.    | «Tequila»       | Nesty                                           | 3:39     |  |
| 10.   | «Una señal»     | Tainy                                           | 3:22     |  |
| 11.   | «Pom pom»       | Dynell · Earcandy · Los Harmónicos              | 2:55     |  |
| 12.   | «Mía mía»       | Tainy                                           | 3:15     |  |
| 13.   | «Una vez más»   | Tainy                                           | 3:31     |  |
| 14.   | «Te amaré»      | Los Harmónicos                                  | 4:02     |  |
| 15.   | «No sé»         | Tainy                                           | 2:46     |  |
| 16.   | «No se olvida»  | Los Harmónicos                                  | 3:08     |  |
| 17.   | «Pa' que goce»  | Earcandy · Soür                                 | 3:09     |  |
| 55:54 |                 |                                                 |          |  |

## Posicionamiento en listas
| Listas (2019)                        | Mejor posición |
| ------------------------------------ | -------------- |
| Estados Unidos (Latin Rhythm Albums) | 9              |
| Estados Unidos (Top Latin Albums)    | 13             |